# Leichtathletik-Weltmeisterschaften 2009/400 m Hürden der Frauen

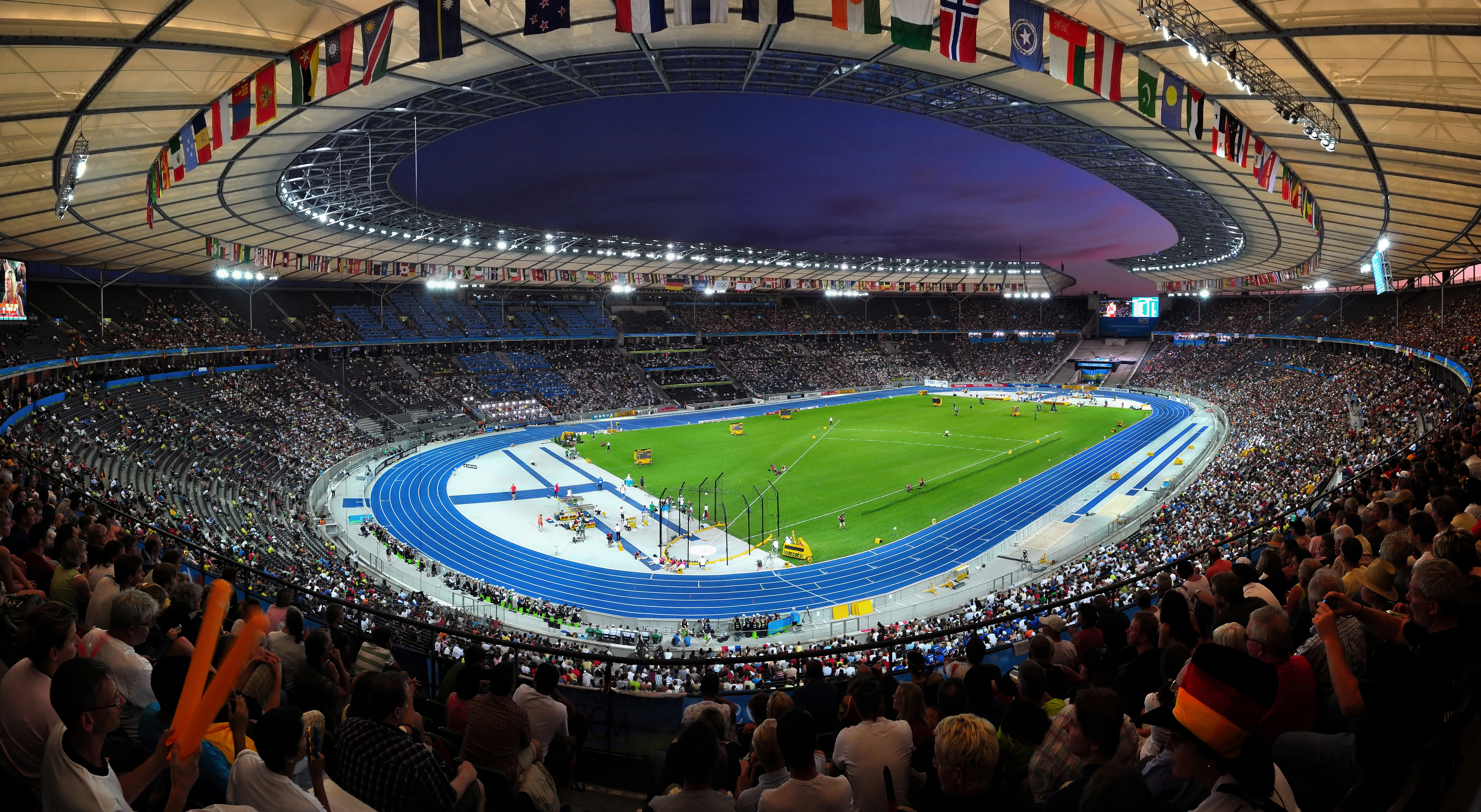
Das Berliner Olympiastadion während der Leichtathletik-Weltmeisterschaften

Der 400-Meter-Hürdenlauf der Frauen bei den Leichtathletik-Weltmeisterschaften 2009 wurde vom 17. bis 20. August 2009 im Olympiastadion der deutschen Hauptstadt Berlin ausgetragen.
Weltmeisterin wurde die aktuelle Olympiasiegerin Melaine Walker aus Jamaika. Wie bei den Weltmeisterschaften 2005 kam die US-Amerikanerin Lashinda Demus auf den zweiten Platz. Sie gewann am Schlusstag außerdem Gold mit der 4-mal-400-Meter-Staffel ihres Landes. Bronze ging an Josanne Lucas aus Trinidad und Tobago.

## Rekorde

### Bestehende Rekorde
| Weltrekord | 52,34 s | Julija Petschonkina | Tula, Russland                | 8. August 2003  |
| WM-Rekord  | 52,61 s | Kim Batten          | WM 1995 in Göteborg, Schweden | 11. August 1995 |

### Rekordverbesserung
Die jamaikanische Weltmeisterin Melaine Walker verbesserte den bestehenden Weltmeisterschaftsrekord im Finale am 21. August um neunzehn Hundertstelsekunden auf 52,42 s.
Darüber hinaus wurden drei Landesrekorde erzielt:
- 59,21 s – Déborah Rodríguez (Uruguay), erster Vorlauf
- 53,98 s – Josanne Lucas (Trinidad und Tobago), erstes Halbfinale
- 53,20 s – Josanne Lucas (Trinidad und Tobago), Finale

## Doping
Die im Halbfinale ausgeschiedene Nigerianerin Amaka Ogoegbunam war die zweite bei diesen Weltmeisterschaften positiv getestete Athletin und wurde nach Verzicht auf das Öffnen der B-Probe umgehend disqualifiziert. Auch über 400 Meter war sie gestartet und dort ebenso im Halbfinale ausgeschieden.
Benachteiligt wurde eine Athletin, die über die Zeitregel die Teilnahmeberechtigung für das Halbfinale gehabt hätte. In diesem Fall kamen dafür zwei mit 56,91 s bis auf die Hundertstelsekunde zeitgleiche Athletinnen in Frage, und zwar
1. Satomi Kubokura, Japan – erster Vorlauf
2. Michele Carey, Irland – dritter Vorlauf

## Vorrunde
Die Vorrunde wurde in fünf Läufen durchgeführt. Die ersten vier Athletinnen pro Lauf – hellblau unterlegt – sowie die darüber hinaus vier zeitschnellsten Läuferinnen – hellgrün unterlegt – qualifizierten sich für das Halbfinale.

### Vorlauf 1

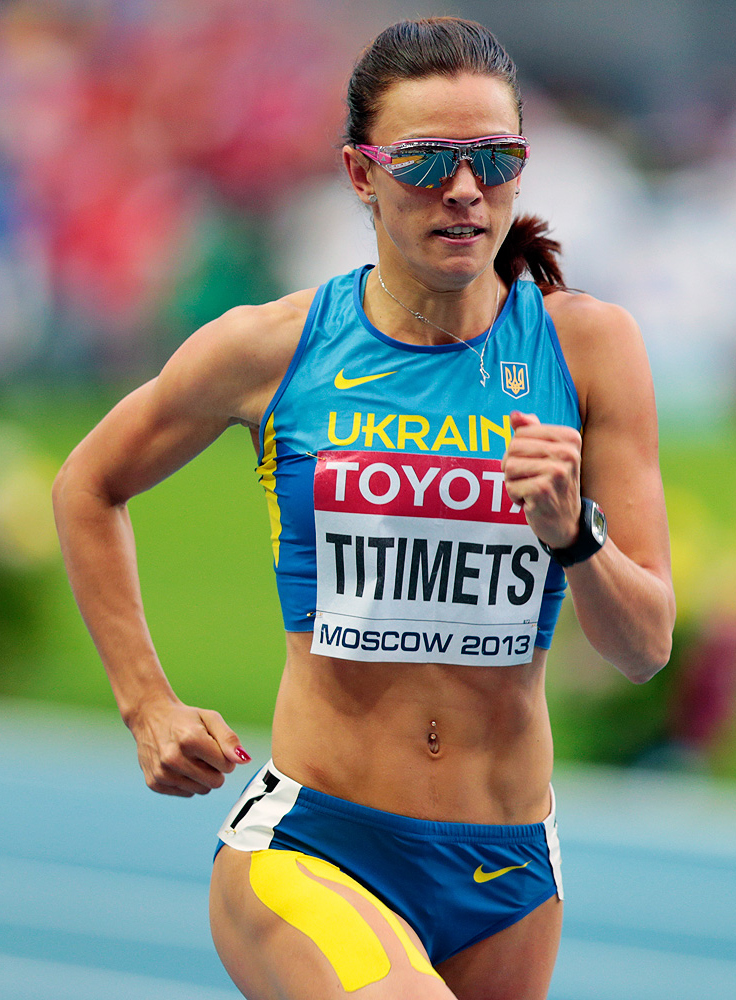
Hanna Titimez – ausgeschieden als Siebte in 58,22 s

17. August 2009, 18:15 Uhr
| Platz | Name              | Nation              | Zeit                                                       |
| ----- | ----------------- | ------------------- | ---------------------------------------------------------- |
| 1     | Kaliese Spencer   | Jamaika             | 55,12 s                                                    |
| 2     | Josanne Lucas     | Trinidad und Tobago | 55,41 s                                                    |
| 3     | Huang Xiaoxiao    | Volksrepublik China | 55,52 s                                                    |
| 4     | Wanja Stambolowa  | Bulgarien           | 56,01 s                                                    |
| 5     | Satomi Kubokura   | Japan               | 56,91 s evtl. / eigentlich für das Halbfinale qualifiziert |
| 6     | Tatjana Asarowa   | Kasachstan          | 57,90 s                                                    |
| 7     | Hanna Titimez     | Ukraine             | 58,22 s                                                    |
| 8     | Déborah Rodríguez | Uruguay             | 59,21 s NR                                                 |

### Vorlauf 2

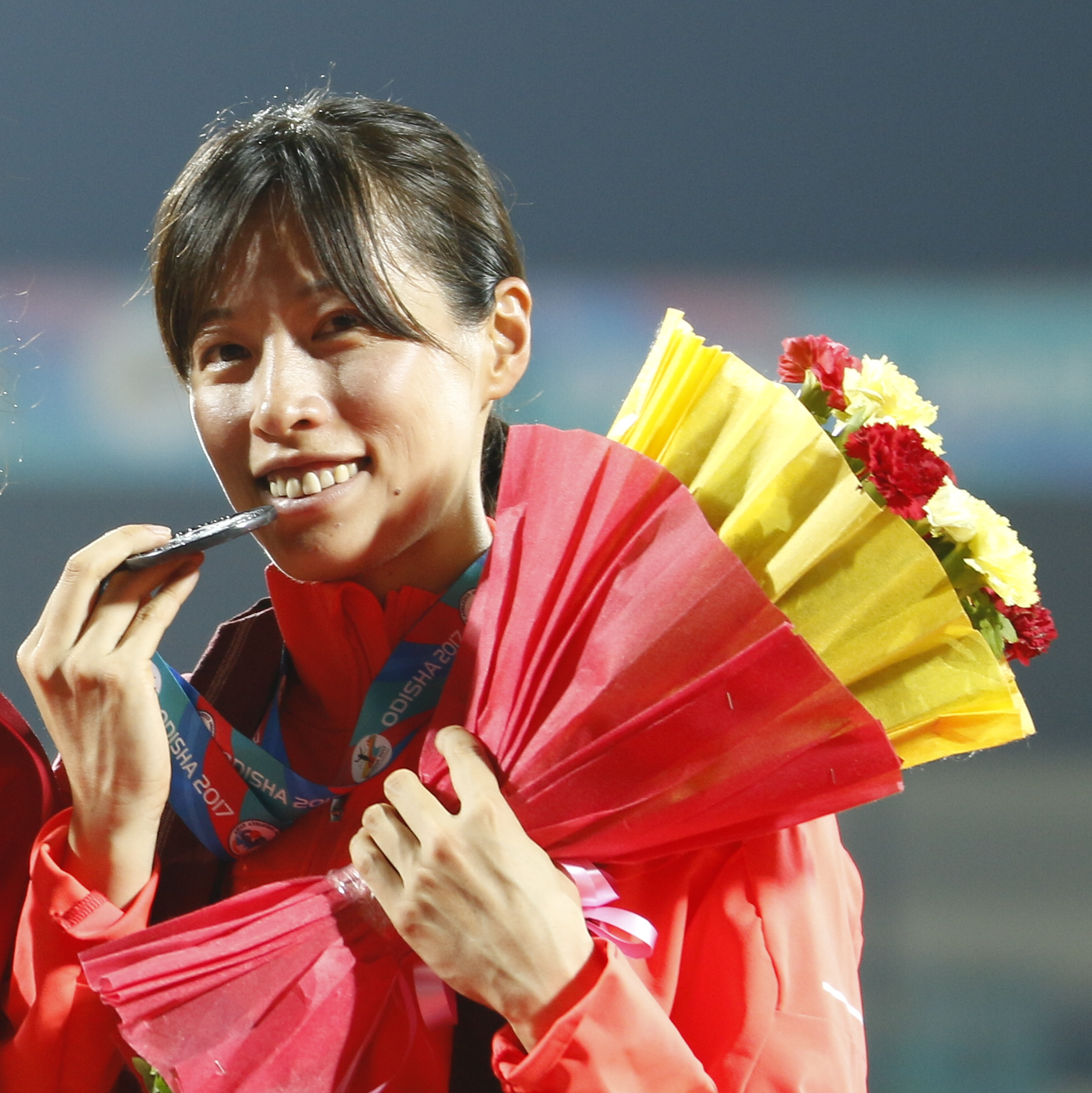
Sayaka Aoki – ausgeschieden als Siebte in 1:03,56 min

17. August 2009, 18:22 Uhr
| Platz | Name               | Nation         | Zeit                                         |
| ----- | ------------------ | -------------- | -------------------------------------------- |
| 1     | Nickiesha Wilson   | Jamaika        | 055,37 s                                     |
| 2     | Anna Jesień        | Polen          | 055,57 s                                     |
| 3     | Eilidh Child       | Großbritannien | 055,96 s                                     |
| 4     | Sheena Tosta       | USA            | 056,00 s                                     |
| 5     | Ieva Zunda         | Lettland       | 056,05 s                                     |
| 6     | Aurore Kassambara  | Frankreich     | 057,25 s                                     |
| 7     | Sayaka Aoki        | Japan          | 1:03,56 min                                  |
| DSQ   | Zwetelina Kirilowa | Bulgarien      | IAAF Rule 168.7 – Nichtüberquerung der Hürde |

### Vorlauf 3

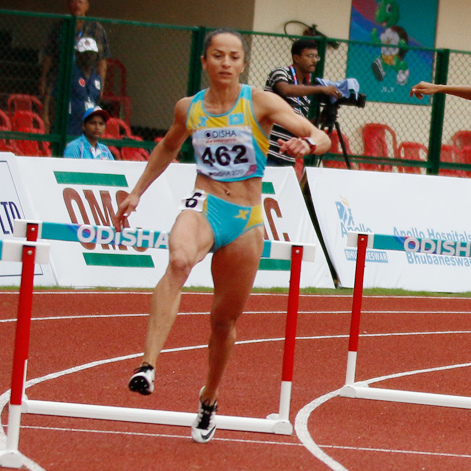
Merjen Ishangulyyeva – ausgeschieden als Achte in 1:00,75 min

17. August 2009, 18:29 Uhr
| Platz | Name                 | Nation         | Zeit                                                        |
| ----- | -------------------- | -------------- | ----------------------------------------------------------- |
| 1     | Melaine Walker       | Jamaika        | 055,17 s                                                    |
| 2     | Natalja Antjuch      | Russland       | 055,40 s                                                    |
| 3     | Perri Shakes-Drayton | Großbritannien | 056,49 s                                                    |
| 4     | Sara Slott Petersen  | Dänemark       | 056,51 s                                                    |
| 5     | Michele Carey        | Irland         | 056,91 s evtl. / eigentlich für das Halbfinale qualifiziert |
| 6     | Kou Luogon           | Liberia        | 057,70 s                                                    |
| 7     | Laia Forcadell       | Spanien        | 058,51 s                                                    |
| 8     | Merjen Ishangulyyeva | Turkmenistan   | 1:00,75 min                                                 |

### Vorlauf 4
17. August 2009, 18:36 Uhr
| Platz | Name               | Nation                  | Zeit                                  |
| ----- | ------------------ | ----------------------- | ------------------------------------- |
| 1     | Angela Moroșanu    | Rumänien                | 53,70 s                               |
| 2     | Tiffany Williams   | USA                     | 55,25 s                               |
| 3     | Zuzana Hejnová     | Tschechien              | 55,68 s                               |
| 4     | Jelena Tschurakowa | Russland                | 56,13 s                               |
| 5     | Élodie Ouédraogo   | Belgien                 | 56,60 s                               |
| 6     | Yolanda Osana      | Dominikanische Republik | 59,18 s                               |
| 7     | Aïssata Soulama    | Burkina Faso            | 59,20 s                               |
| DOP   | Amaka Ogoegbunam   | Nigeria                 | 55,80 s für das Halbfinale zugelassen |

### Vorlauf 5

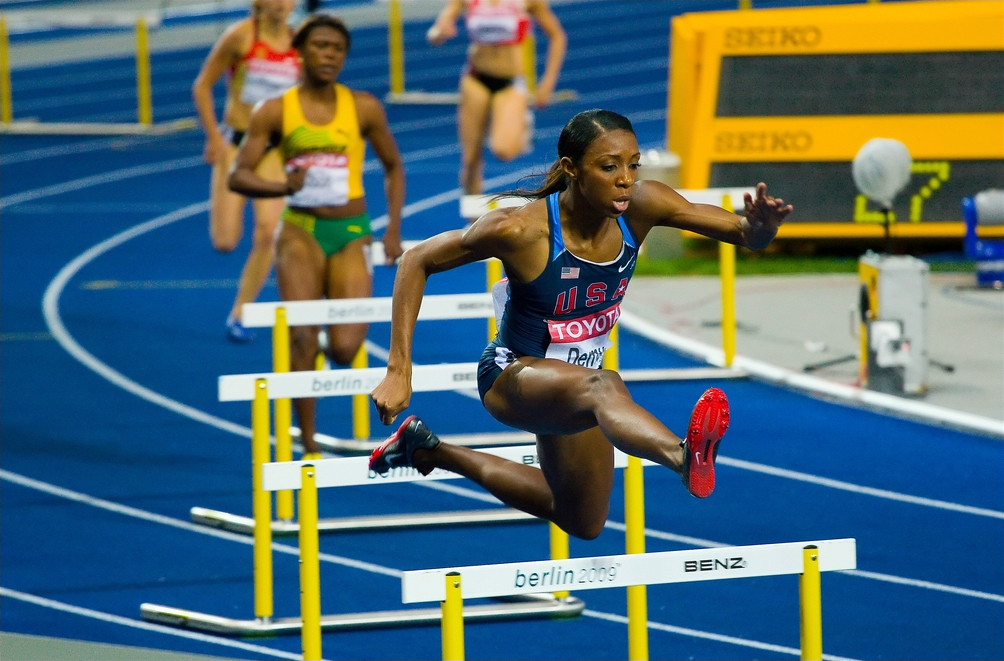
Läuferinnen im fünften Vorlauf ausgangs der Startkurve, in Führung Lashinda Demus, dahinter Carole Kaboud Mebam, auf Platz drei Jonna Tilgner, ganz hinten Natalja Iwanowa

17. August 2009, 18:43 Uhr
| Platz | Name                     | Nation      | Zeit    |
| ----- | ------------------------ | ----------- | ------- |
| 1     | Lashinda Demus           | USA         | 54,66 s |
| 2     | Anastassija Rabtschenjuk | Ukraine     | 55,63 s |
| 3     | Natalja Iwanowa          | Russland    | 56,11 s |
| 4     | Muizat Ajoke Odumosu     | Nigeria     | 56,62 s |
| 5     | Jonna Tilgner            | Deutschland | 56,73 s |
| 6     | Carole Kaboud Mebam      | Kamerun     | 58,10 s |
| DNS   | Muna Jabir Adam          | Sudan       |         |

## Halbfinale
Aus den drei Halbfinalläufen qualifizierten sich die jeweils ersten beiden Athletinnen – hellblau unterlegt – sowie die darüber hinaus zwei zeitschnellsten Läuferinnen – hellgrün unterlegt – für das Finale.

### Halbfinallauf 1

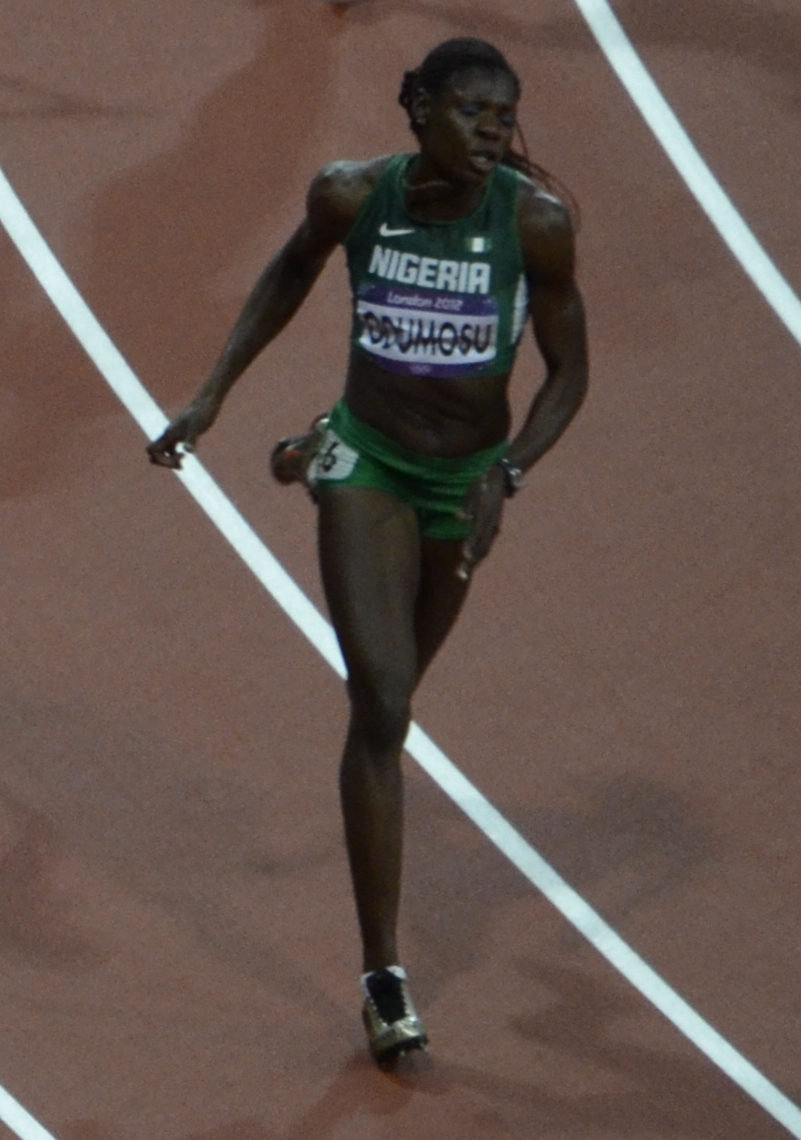
Muizat Ajoke Odumosu – ausgeschieden als Siebte in 56,80 s
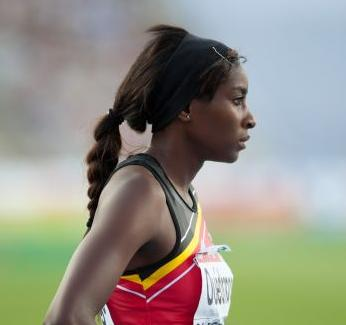
Élodie Ouédraogo – ausgeschieden als Achte in 57,58 s

18. August 2009, 20:15 Uhr
| Platz | Name                 | Nation              | Zeit (s) |
| ----- | -------------------- | ------------------- | -------- |
| 1     | Melaine Walker       | Jamaika             | 53,26    |
| 2     | Josanne Lucas        | Trinidad und Tobago | 53,98 NR |
| 3     | Angela Moroșanu      | Rumänien            | 54,15    |
| 4     | Huang Xiaoxiao       | Volksrepublik China | 55,40    |
| 5     | Natalja Iwanowa      | Russland            | 56,08    |
| 6     | Sheena Tosta         | USA                 | 56,31    |
| 7     | Muizat Ajoke Odumosu | Nigeria             | 56,80    |
| 8     | Élodie Ouédraogo     | Belgien             | 57,58    |

### Halbfinallauf 2

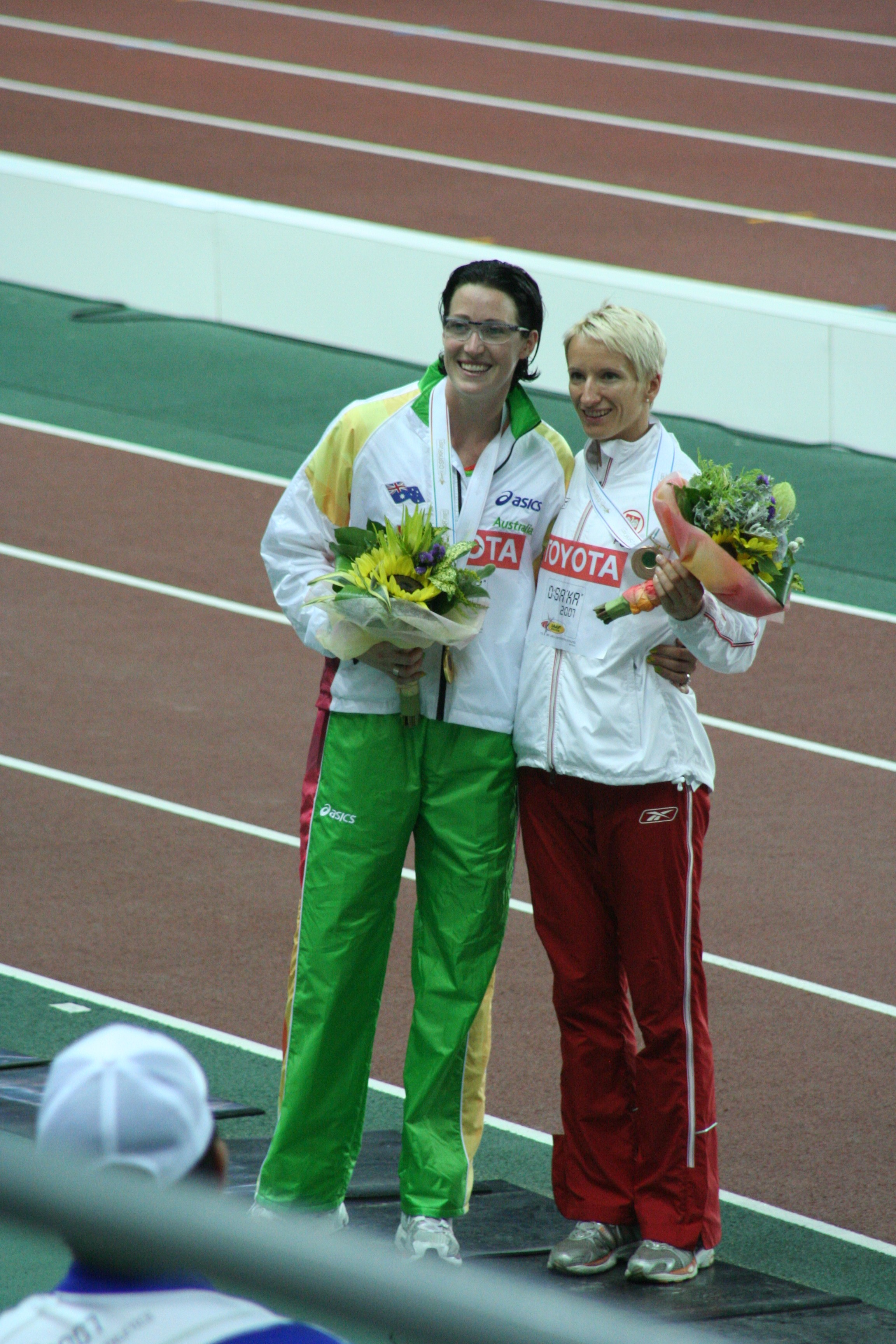
Anna Jesień (rechts), 2005 WM-Dritte, schied aus als Vierte in 54,82 s
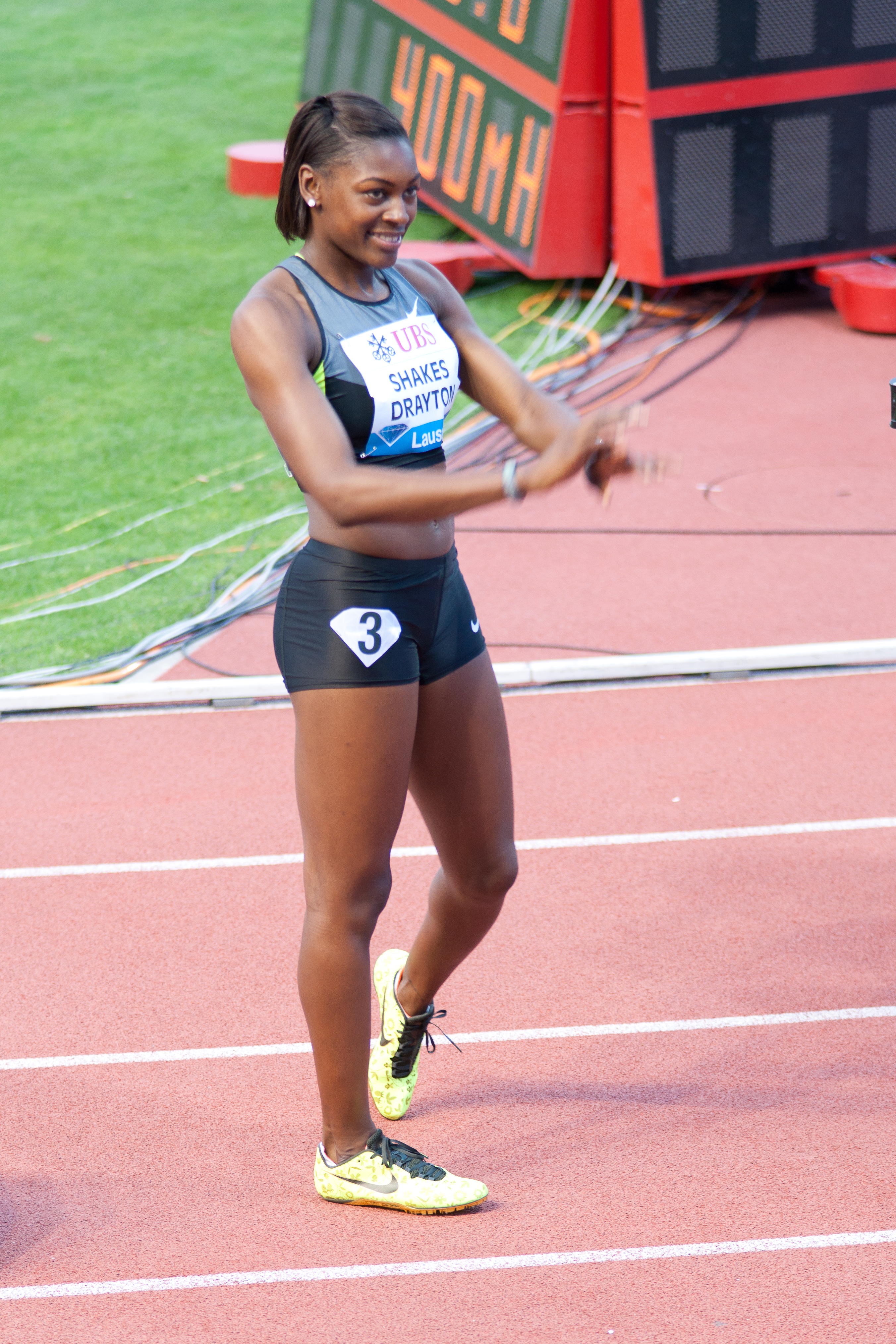
Perri Shakes-Drayton – ausgeschieden als Siebte in 57,57 s

18. August 2009, 20:24 Uhr
| Platz   | Name                     | Nation         | Zeit (s)                                              |
| ------- | ------------------------ | -------------- | ----------------------------------------------------- |
| 1       | Kaliese Spencer          | Jamaika        | 54,37                                                 |
| 2       | Anastassija Rabtschenjuk | Ukraine        | 54,49                                                 |
| 3       | Tiffany Williams         | USA            | 54,79                                                 |
| 4       | Anna Jesień              | Polen          | 54,82                                                 |
| 5       | Jelena Tschurakowa       | Russland       | 56,11                                                 |
| 6       | Ieva Zunda               | Lettland       | 56,56                                                 |
| 7       | Perri Shakes-Drayton     | Großbritannien | 57,57                                                 |
| DSQ/DOP | Amaka Ogoegbunam         | Nigeria        | IAAF Rule 168.7 – Nichtüberquerung der Hürde / gedopt |

### Halbfinallauf 3
18. August 2009, 20:33 Uhr
| Platz | Name                | Nation         | Zeit (s) |
| ----- | ------------------- | -------------- | -------- |
| 1     | Lashinda Demus      | USA            | 54,25    |
| 2     | Natalja Antjuch     | Russland       | 54,86    |
| 3     | Nickiesha Wilson    | Jamaika        | 54,89    |
| 4     | Zuzana Hejnová      | Tschechien     | 54,99    |
| 5     | Wanja Stambolowa    | Bulgarien      | 56,12    |
| 6     | Eilidh Child        | Großbritannien | 56,21    |
| 7     | Sara Slott Petersen | Dänemark       | 56,99    |
| 8     | Jonna Tilgner       | Deutschland    | 57,11    |

Im dritten Halbfinale ausgeschiedene Hürdenläuferinnen:

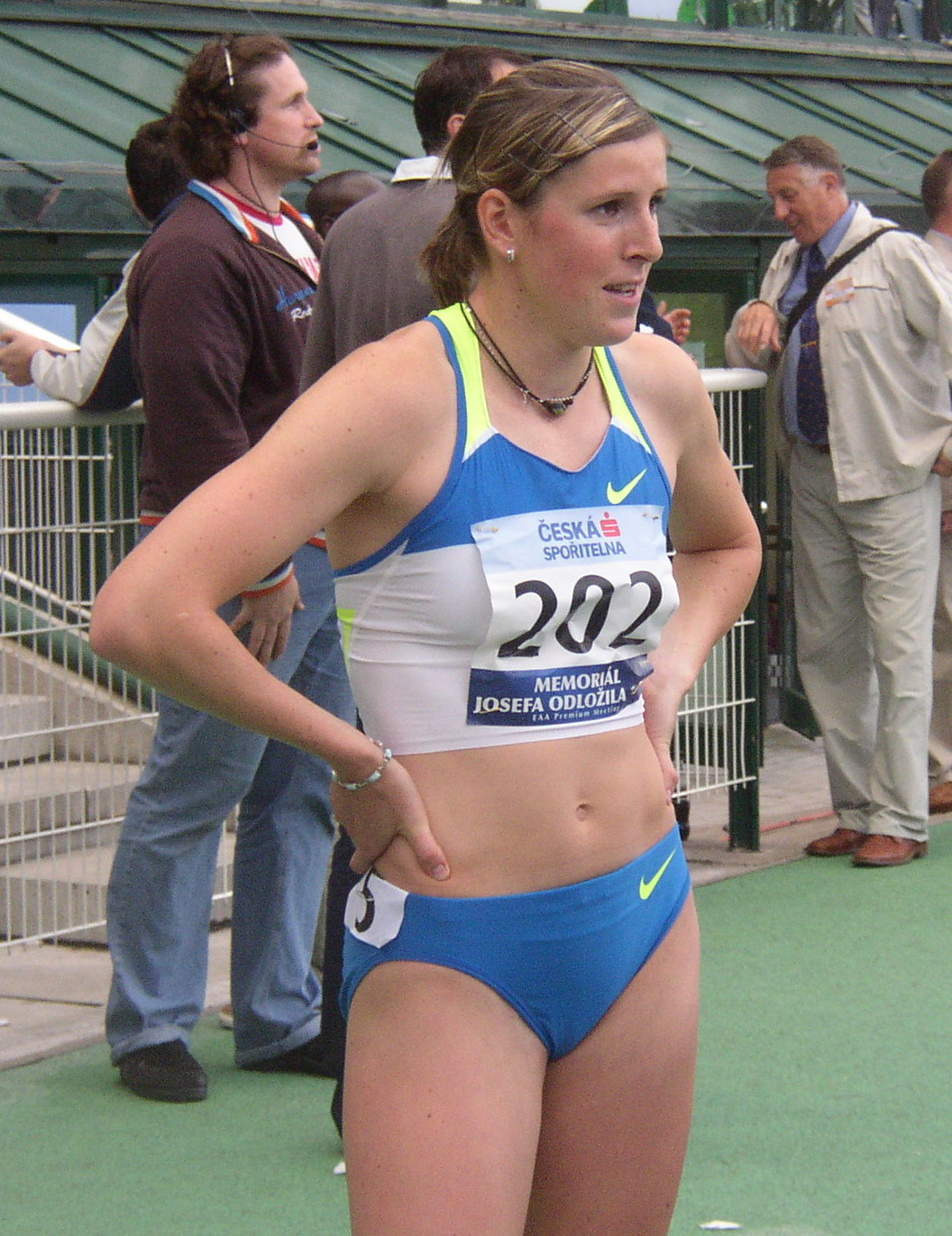
Zuzana Hejnová Rang vier in 54,99 s
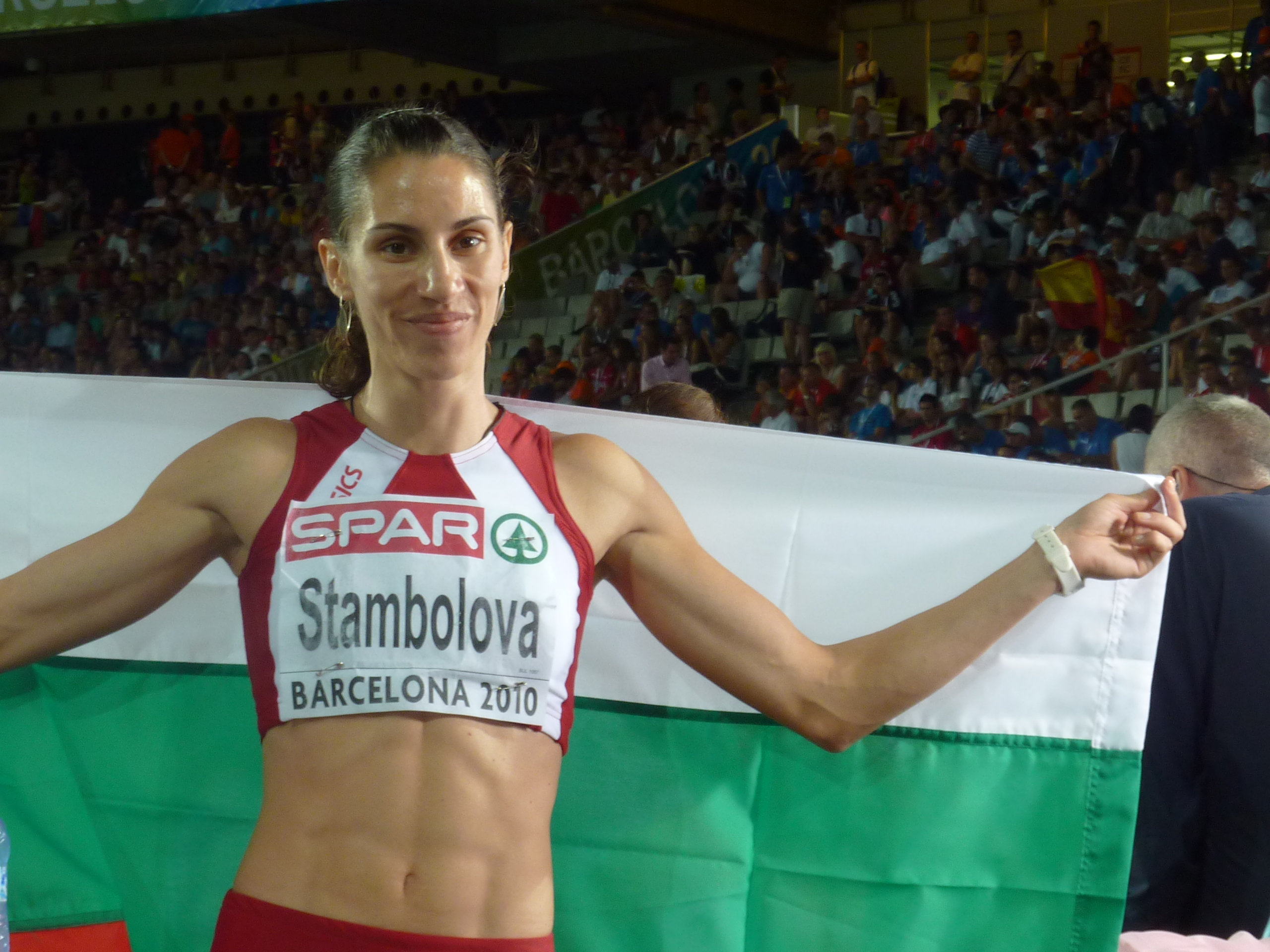
Wanja Stambolowa Rang fünf in 56,12 s
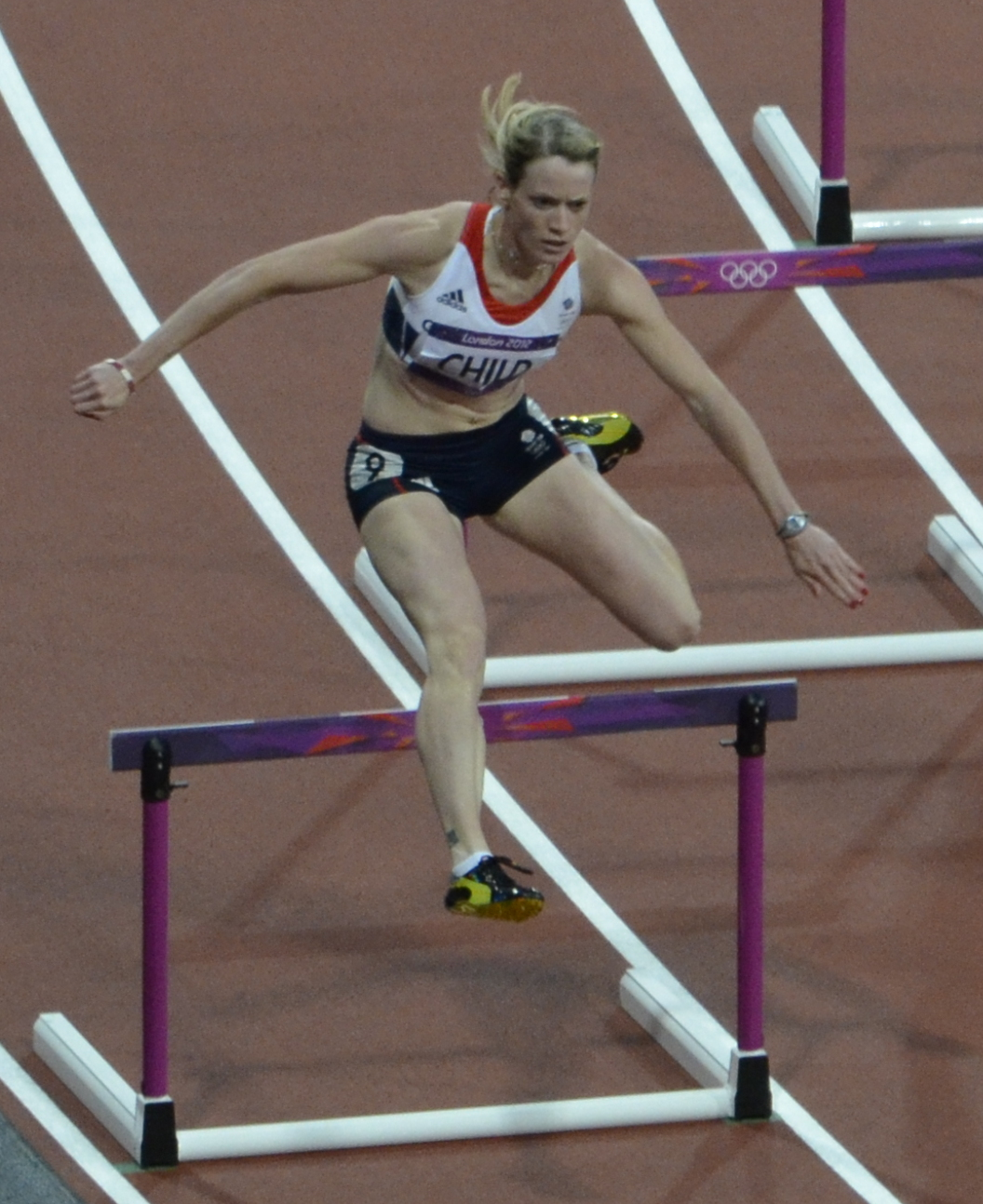
Eilidh Child Rang sechs in 56,21 s
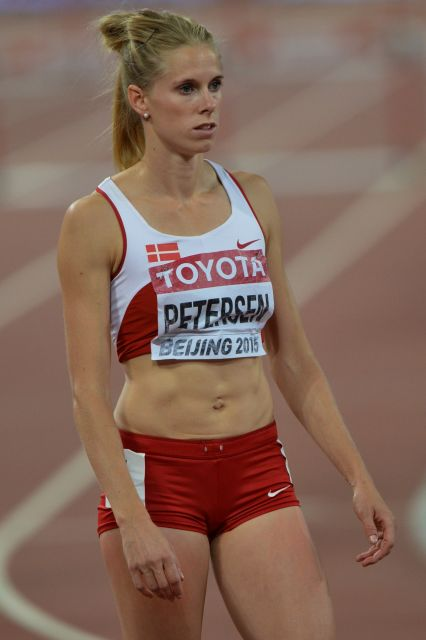
Sara Slott Petersen Rang sieben in 56,99 s

## Finale

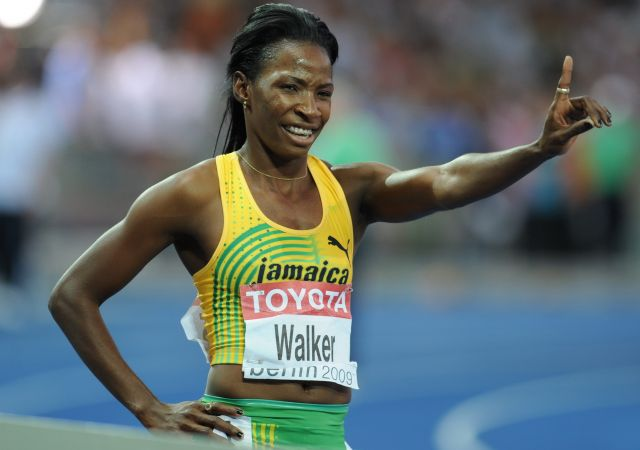
Melaine Walker – 2008 Olympiasiegerin und nun auch Weltmeisterin

20. August 2009, 20:15 Uhr
| Platz | Name                     | Nation              | Zeit (s) |
| ----- | ------------------------ | ------------------- | -------- |
| 1     | Melaine Walker           | Jamaika             | 52,42 CR |
| 2     | Lashinda Demus           | USA                 | 52,96    |
| 3     | Josanne Lucas            | Trinidad und Tobago | 53,20 NR |
| 4     | Kaliese Spencer          | Jamaika             | 53,56    |
| 5     | Tiffany Williams         | USA                 | 53,83    |
| 6     | Natalja Antjuch          | Russland            | 54,11    |
| 7     | Anastassija Rabtschenjuk | Ukraine             | 54,78    |
| 8     | Angela Moroșanu          | Rumänien            | 55,04    |

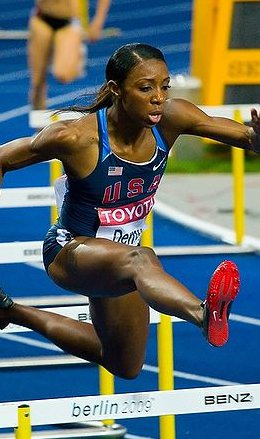
Vizeweltmeisterin wie 2005 wurde Lashinda Demus, für die es am Schlusstag außerdem Gold mit der 4-mal-400-Meter-Staffel gab
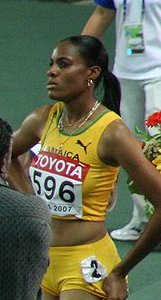
Kaliese Spencer erreichte Platz vier
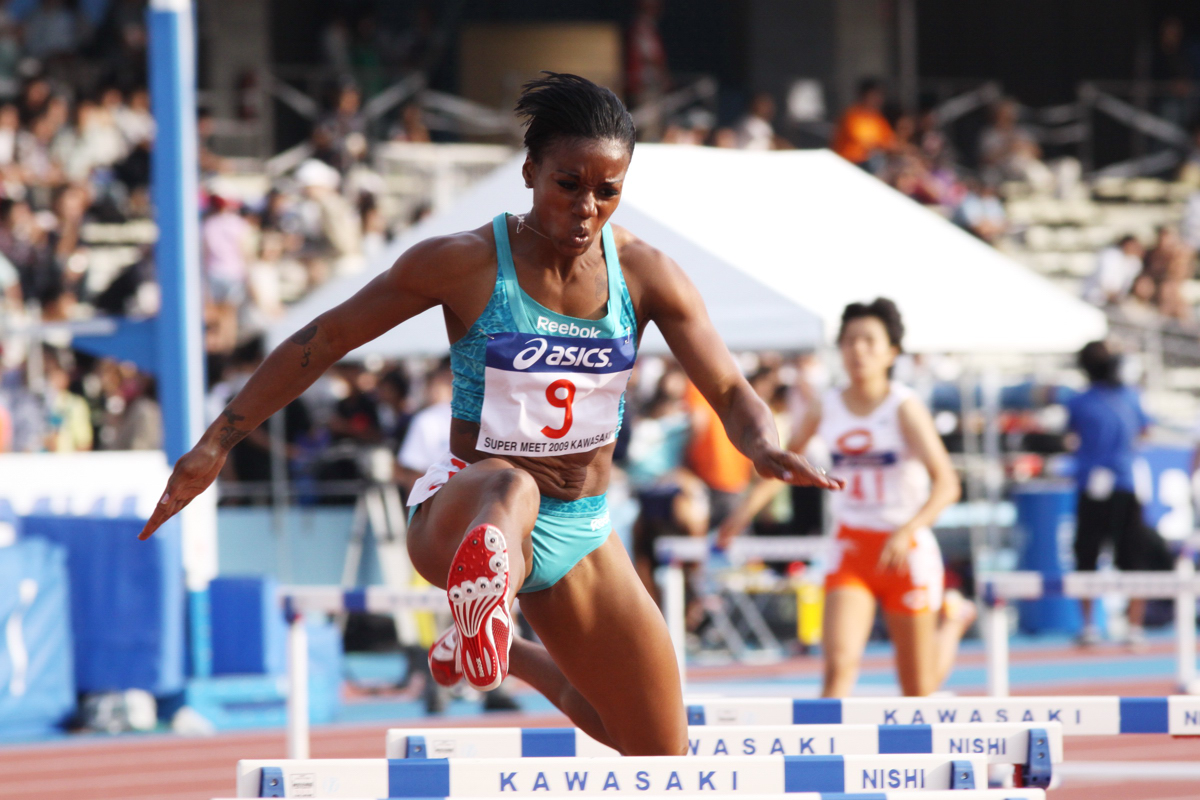
Die fünftplatzierte Tiffany Williams

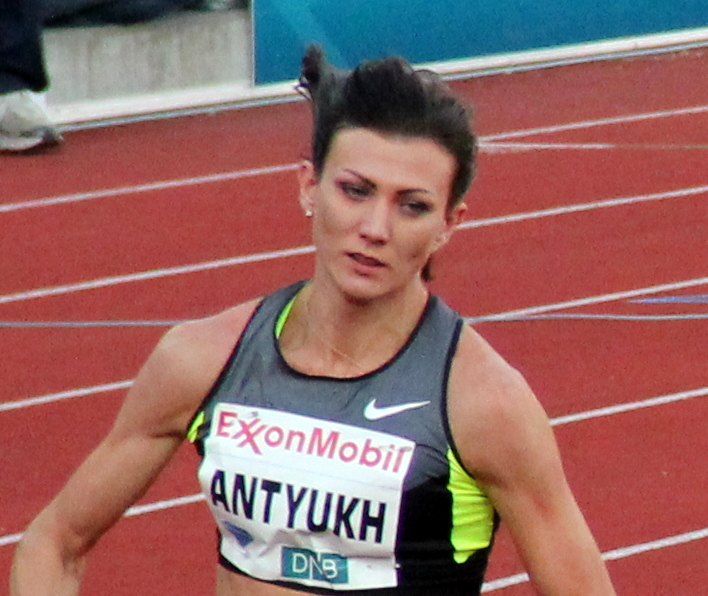
Natalja Antjuch, mehrfache Medaillengewinnerin mit 4-mal-400-Meter-Staffeln und 2004 Olympiazweite über 400 Meter ohne Hürden, belegte Rang sechs
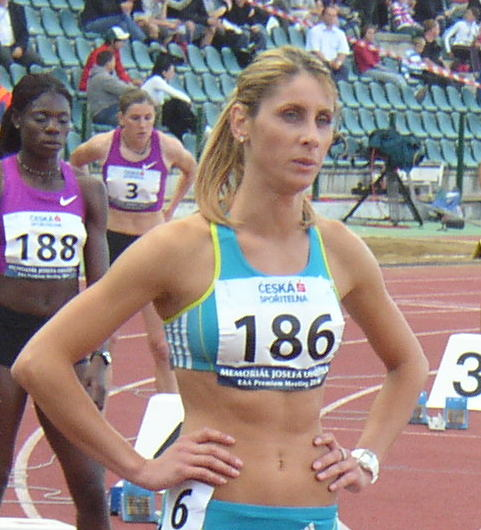
Angela Moroșanu kam auf den achten Platz

## Video
- 400m Hurdles Women Final in Berlin 2009, youtube.com, abgerufen am 6. Dezember 2020